# Christian Holst
Christian Lamhauge Holst (Svendborg, 25 december 1981) is een Faeröers-Deens voetballer die bij voorkeur als offensieve middenvelder speelt. Hij verruilde in juli 2014 Silkeborg IF voor Fremad Amager. Holst debuteerde in 2003 in het Faeröers voetbalelftal.

## Clubcarrière
Holst startte zijn carrière bij Thurø en Svendborg voordat hij in 2003 naar Lyngby BK trok. In vijf seizoenen scoorde hij 70 doelpunten in 133 competitiewedstrijden voor Lyngby BK. In de zomer van 2008 vertrok hij als transfervrije speler naar Silkeborg IF. Hier speelde Holst meer dan 140 competitiewedstrijden voor hij vertrok, naar Fremad Amager.

## Interlandcarrière
Holst debuteerde voor Faeröer op 6 september 2003 in een kwalificatiewedstrijd voor het EK 2004 tegen Schotland. De wedstrijd in Glasgow eindigde in 3-1 voor de Schotten. Holst trad na 84 minuten aan als vervanger van Jákup á Borg. Holst maakte zijn eerste interlanddoelpunt op 4 juni 2008 in een vriendschappelijke wedstrijd tegen Estland. De wedstrijd eindigde in 4-3 voor Estland.